# Heinrich Jordan von Wuthenau
Heinrich Jordan von Wuthenau (* 1657 in Anhalt-Köthen; † 4. Juni 1727 in Insterburg) war ein preußischer Generalleutnant, Chef des Dragonerregiments Nr. 6 sowie Erbherr auf Rudupönen, Kreis Gumbinnen.

## Leben

### Herkunft
Seine Eltern waren Moritz Friedrich von Wuthenau (1626–1672), Erbherr auf Trebbichau, Weidenfeld, Kösitz in Anhalt, und dessen Ehefrau Agnes Armgard, geborene von Wartensleben († 1677) aus dem Haus Brumby. Sie war eine Tochter von Jordan Heinrich von Wartensleben.

### Militärlaufbahn
Wuthenau kam im Jahr 1672 in das Dragonerregiment „Derflinger“. Während des Holländischen Krieges 1672/79 kämpfte er gegen die Franzosen und Schweden. Er nahm an der Schlacht bei Fehrbellin und am Feldzug in Vorpommern teil. Im Jahr 1676 wurde er Leutnant. Er nahm 1685/86 am Feldzug in Ungarn und der Belagerung von Ofen teil, wo er sich auszeichnen konnte. Im Jahr 1686 wurde Wuthenau Hauptmann und am 13. Mai 1692 Major im Regiment Anhalt zu Pferde sowie am 19. April 1694 Oberstleutnant. Ab 1702 kämpfte er im Spanischen Erbfolgekrieg in Braband. Wuthenau war bei der Belagerung von Lille, Gent und Mons sowie an den Schlachten von Oudenaarde, Neerwinden und Malplaquet beteiligt. In der Zeit wurde er am 19. Januar 1703 zum Oberst befördert und am 14. Januar 1710 Kommandeur des Regiments Schlippenbach zu Pferde. Kurz danach, am 21. Januar 1710, wurde er zum Brigadier ernannt. Am 29. Januar wurde er als Kommandeur in das Regiment Albrecht zu Pferde versetzt.
Nach dem Krieg wurde er am 14. Mai 1713 Generalmajor. Als solcher nahm er 1715/16 am Pommernfeldzug teil. Wuthenau war bei der Besetzung von Wollin unter General von Schwendy. Im Mai 1715 erhielt er drei Regimenter Dragoner und Kavallerie und schlug damit bei Groß-Mockratz ein Lager auf. Am 3. Juli 1715 stand er vor Stettin, danach auch vor Stralsund. Im Anschluss an den Krieg wurde er am 28. März 1717 Chef des Dragonerregiments Nr. 6 mit Stabsquartier in Heiligenbeil und ab 1718 in Insterburg. Am 21. Mai 1721 wurde er preußischer Generalleutnant mit Patent vom 22. Mai 1721 und gleichzeitig Chef des preußischen Husaren-Korps (Husarenregiment Nr. 1). Er starb am 4. Juni 1727 in Insterburg und wurde am 6. August 1727 in der Stadtkirche von Insterburg beigesetzt.

### Familie
Wuthenau heiratet 1679 Luise Henriette von Krummensee († 1723) aus dem Haus Schöneiche. Sie war die Tochter des kurbrandenburgischen Oberstwachtmeister Otto Friedrich von Krummensee. Sein Schwiegervater fiel 1678 bei der Belagerung von Stralsund. Das Paar hatte wenigstens einen Sohn:
- Hünert (1697–1759), Oberst, Kommandant von Pillau und Ritter des Ordens Pour le Mérite[2]